# 盧卡魮
盧卡魮（学名：Barbus luikae）為輻鰭魚綱鯉形目鯉科魮屬的其中一個種。該物種被IUCN評為無危物種，主要分布於非洲剛果河流域，體長可達4.1公分。

## 扩展阅读
維基物種上的相關：盧卡魮